# Lago Pellegrini
El lago Pellegrini es un lago artificial localizado en la Patagonia, provincia de Río Negro, cerca de la ciudad de Cinco Saltos, a 270 m s. n. m.
Era originalmente un área de depresión natural, llamada Cuenca Vidal, posiblemente excavada por erosión eólica, que se llenó con agua desde un canal de derivación del cercano río Neuquén, para regular su flujo (el río no tenía lagos naturales que cumplieran esta función). La profundidad media es de 9,4 m y la máxima 18 m. Cubre 112 km² y tiene un volumen de 1,053×109 m³.
El lago se emplea para pesca comercial de trucha criolla (Percichthys trucha, sp. de perca templada) y pejerrey (Odontesthes microlepidotus, una sp. neotropical), y de pesca deportiva, recreación y turismo.

## Turismo
El turista puede hacer un pequeño desvío de 14 km desde la Ruta Nacional N.º 151, por la que transita hacia y desde la región del Sur. El Lago Pellegrini es un importante espejo de agua, que forma parte de la obra de riego del Alto Valle de Río Negro, que se alimenta a partir del canal que nace en el imponente Dique Ingeniero Ballester. Este canal transita 120 km y da vida a la producción frutícola que caracteriza la región.
En el Lago Pellegrini puede realizar los más variados deportes de agua, como natación, windsurf, canotaje, vela. También hacer avistaje de diferentes aves y sobre todo descansar para desconectarse de la urbanización.

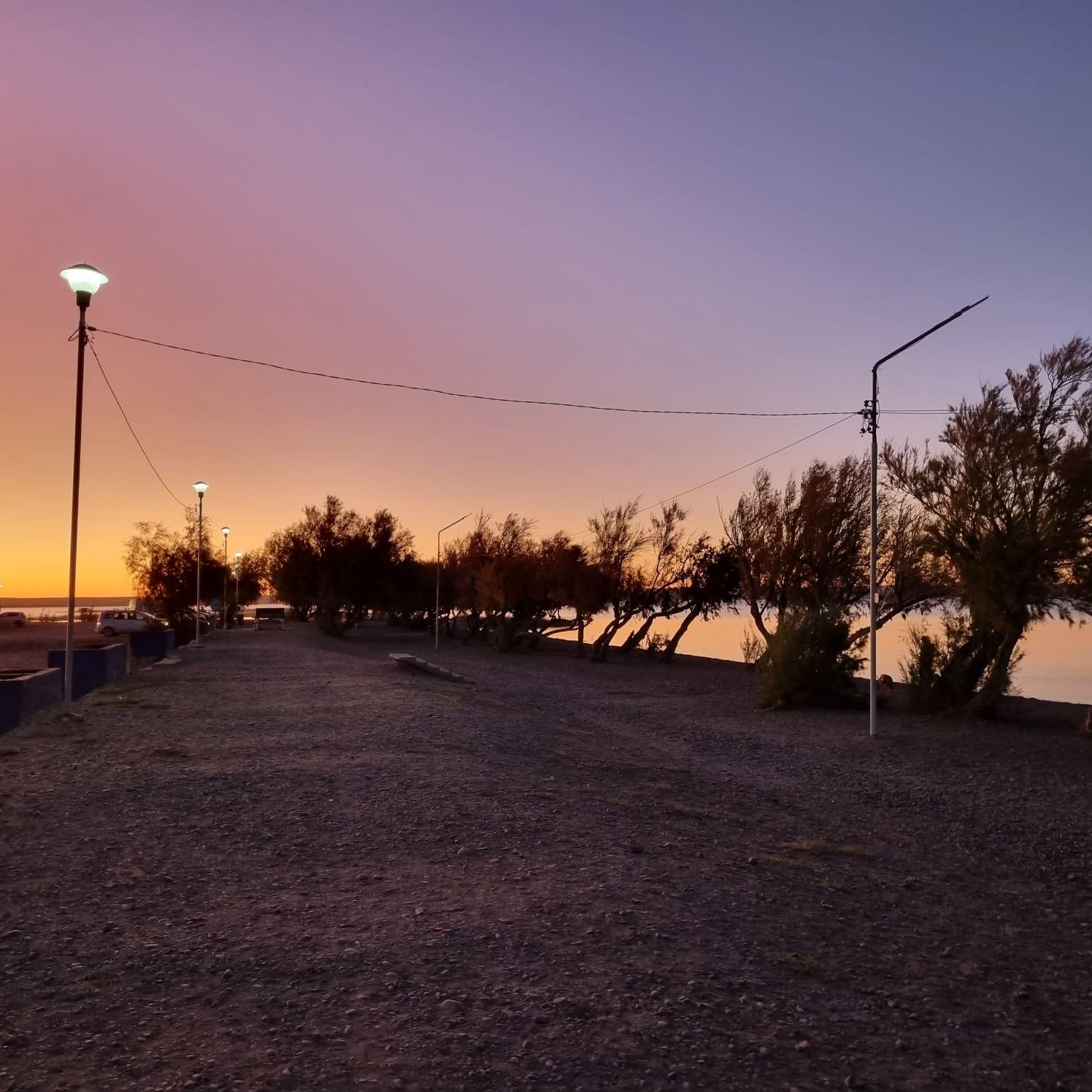
Atardecer en el Lago Pellegrin

## Datos técnicos proporcionados por el D.P.A.
El Lago Pellegrini ocupa una depresión natural, conocida como la "Cuenca Vidal"
Se origina a partir de la construcción del Dique Ing. Ballester, que inició en 1915 el desvío de sus excedentes de agua de riego a través del Canal Regulador  “Arroyón” y como medida de mitigación de las grandes crecidas del Río Neuquén a través de un Canal Derivador.
El Lago Pellegrini es una cuenca endorreica, sin salida natural de aguas hacia otra cuenca por lo que sus aguas son ligeramente salinas. La cota de fondo del Lago es 251m.s.n.m.
Luego de los primeros años de operación del Dique Ing. Ballester, en 1936, el lago que se formó ya registraba una cota del nivel de agua de 267,60 m. A la fecha dicho nivel tiene pequeñas variaciones alrededor de la cota 272 m. (M.O.P.).
Sus fluctuaciones son resultado del manejo del agua, que está supeditado a las características y necesidades del sistema hídrico y de riego del Valle, registrándose más o menos unos 0,30 cm, según la época del año.
La profundidad media del Lago es de 9,4 m y la máxima 21m, con cota 272 cubre 9915 ha y tiene un volumen de 954 hm³, con un perilago de 69 km.
En el año 2000 se promulga la ley número 3436, por la que la provincia de Río Negro transfiere a la municipalidad de Cinco Saltos las tierras en la península Ruca Có y aledañas, que se ubican por encima de la cota altimétrica 274,0m (M.O.P.), destinada a usos residencial recreativos y turísticos, y productivos, con restricción de dominio por algún evento hidrológico excepcional.
El Lago se emplea para pesca comercial de trucha criolla (Percichthys trucha, sp. de perca templada) y pejerrey (Odontesthes microlepidotus, una sp. neotropical), y para la pesca deportiva.
Por otro lado sus características ambientales o hacen un ecosistema muy atractivo para las aves, destacándose por su diversidad y cantidad por lo que se han definido espacios para la "observación de aves" como una oferta recreativa - turística complementaria del Lago.
La diversidad de prácticas recreativas y deportivas en la villa turística península Ruca Có, hacen del lago Pellegrini una de las principales ofertas turísticas - recreativas del Alto Valle de Río Negro y Neuquén.

## Fiestas en este lago
En este lugar se lleva a cabo la Fiesta provincial del agua en el mes de febrero.
También se efectúa la Fiesta del estudiante y la primavera todos los 21 de septiembre de cada año.

## Galería de imágenes

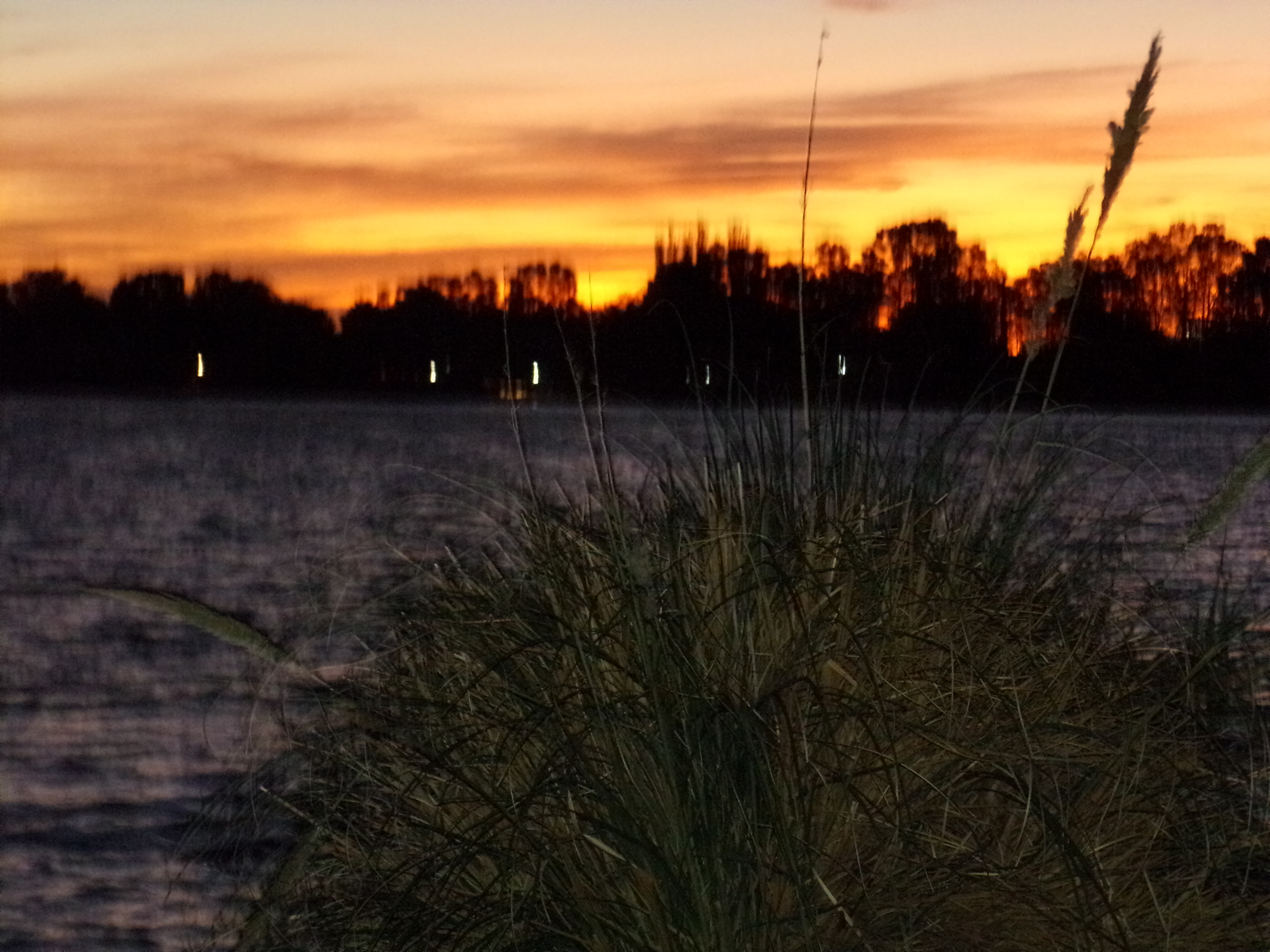
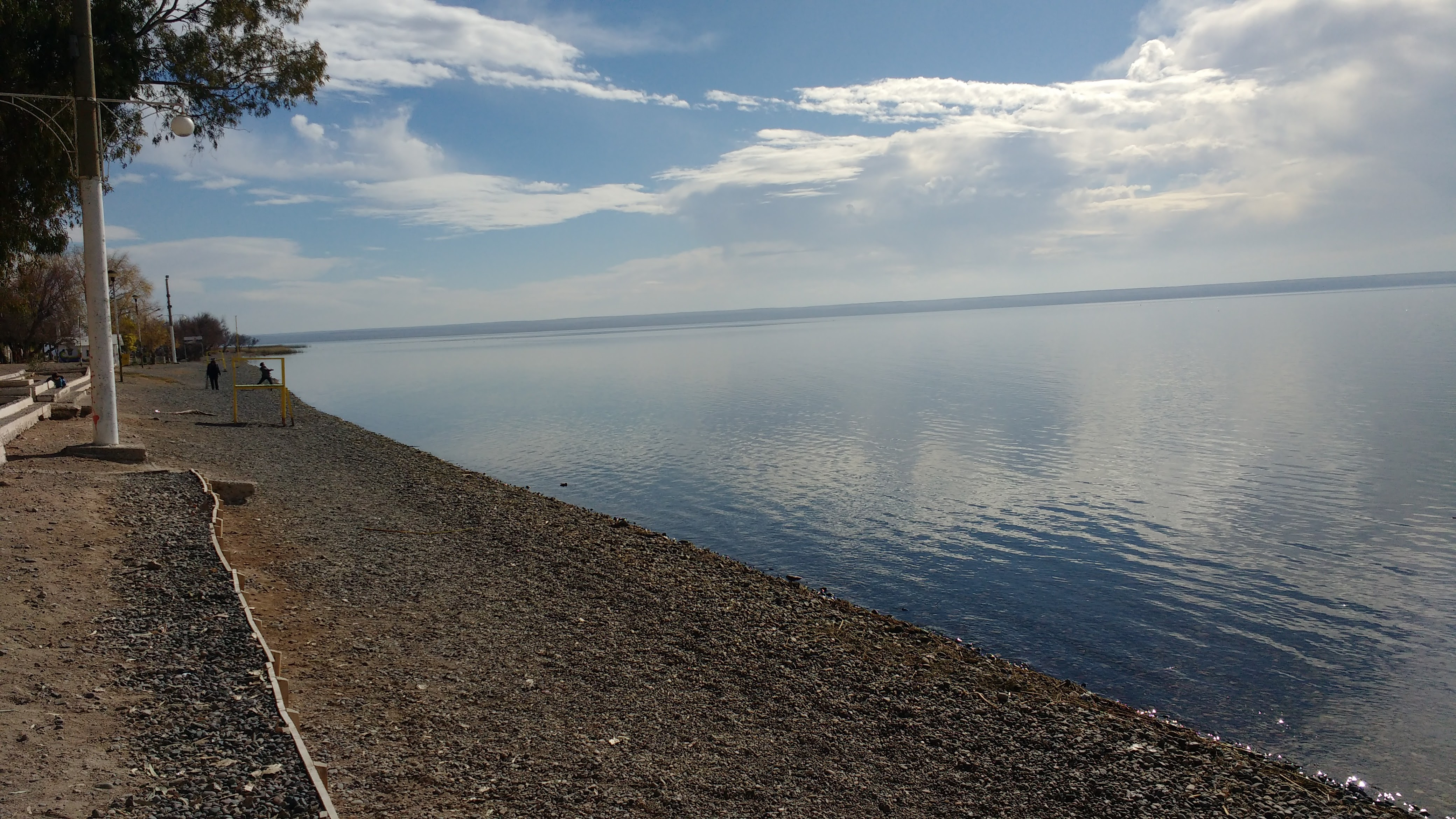
Vista atardecer, Península Ruca Có. Lago Pellegrini
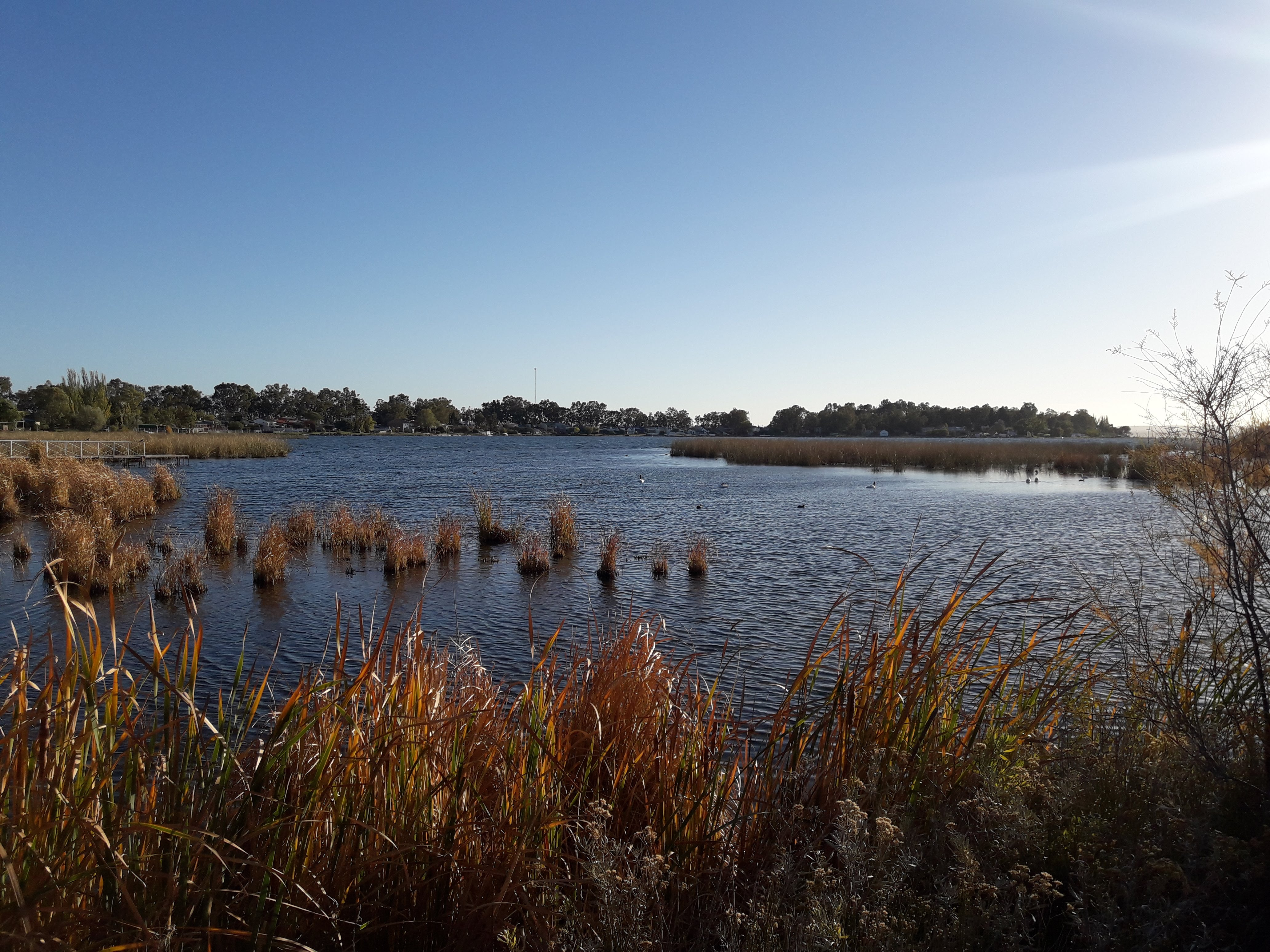
Vista temprana. Península Ruca Có
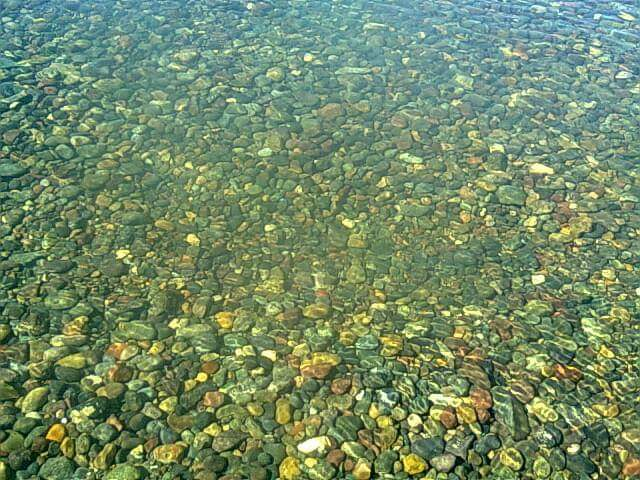
Fondo del Lago Pellegrini